# آندرس لاندسدت
آندرس لاندسدت (به سوئدی: Andreas Lundstedt) (زاده ۲۰ می ۱۹۷۲) خوانندهٔ سوئدی است. خاستگاه او سوئدی است و از سال ۱۹۹۶ تا همین حال نیز در حال فعالیت می باشد
او عضو گروه آلکازار است.